# Melskrubbe
Melskrubbe (Tenebrio molitor) er en art af skyggebiller, hvis larver kendes som melorm.

## Oprindelse og spredning
Melskrubber har formentlig oprindelse i middelhavsområdet, men er nu tilstede i mange områder af verden, grundet utilsigtet spredning via handel og kolonisering.

## Liv
Dens liv har fire stadier: Æg, larve, puppe og udvokset. Larverne er typisk omkring 2,5 cm, mens de udvoksede individer er mellem 1,25 og 1,8 cm.

## Anvendelse
Melorm bruges i udstrakt grad som føde til krybdyr, fisk og fugle i fangenskab, idet de er meget proteinrige. Bruger man således melorm som foder-insekt og skal opbevare dem i længere tid, kan enhver form for beholder med lodrette glatte sider anvendes, da melormene ikke kan forcere en sådan barriere. Som foder anvendes diverse gryn- og meltyper, kombineret med lidt frugt og grønt. Melorm trives ved stuetemperatur, men man kan stille dem køligt for at bremse udviklingen, så de forbliver på larvestadiet længere tid.

## Affaldshåndtering
I 2015 blev det opdaget at melorme er i stand til at nedbryde polystyren (flamingo) til recirkulært brugbart organisk stof med en hastighed på 0,35-0,40 milligram per døgn. Yderligere blev der ikke fundet forskel på melorme fodret med kun flamingo, og melorme fodret med kun sædvanlig føde, over eksperimentets varighed på en måned. Den bagvedliggende organiske mekanisme er pt ukendt - og der er ikke lavet forsøg på at kommercialisere opdagelsen.